# Mànec (música)
El mànec és, en els instruments de corda de la família dels llaüts, les arpes, les guitarres i els violins, la peça de fusta, de forma allargada, que sobresurt de la caixa de ressonància, per sobre de la qual es disposen les cordes de l'instrument, permetent incrementar la llargada vibratòria de les cordes (pitjant amb els dits) més enllà del perímetre de la taula harmònica. Habitualment, al capdamunt del mànec hi ha el cap amb el claviller i les clavilles, i la part més baixa del mànec connecta amb la caixa de ressonància.
Es poden distingir els "llaüts de mànec llarg", en particular de les regions àrabs i perses, i els "llaüts de mànec curt", com l'ud, el llaüt i els instruments de la família del violí i les violes d'arc. El primer grup tendeix a portar una o dues cordes de melodia, com per exemple el saz turc o el sitar, i tenen una tècnica d'interpretació que involucra només un o dos dits i molt moviment lineal de la mà al llarg del mànec. Els llaüts de mànec curt es caracteritzen per tenir una matriu amb diversos nivells de disposició de les cordes que requereixen mànecs amples i poc moviment lineal de la mà, però un considerable moviment dels dits.
Els mànec d'altres tipus com el rebab indonesi o el shamisen japonès -de vegades poc més que un mànec espigat en el cas dels instruments populars- passen diametralment a través del cos de l'instrument, que es projecta des de l'extrem inferior com un pic o taló que, alhora, serveix com a punt d'unió de les cordes. Altres mànecs estan units a la caixa de ressonància amb claus o cola (o de vegades ambdós), com el cas dels violins, mentre que altres es fan mitjançant l'ampliació i s'estreny el cos de l'instrument, com per exemple el rabel, la lira, el gadulka búlgar o el sitar. Alguns mànecs són buits i continuen en un claviller de profunditat que permet cordes simpàtiques que s'enrosquen sota un batedor (si existeix) i es connecten a les clavilles laterals o al llarg del costat del mànec en si (per exemple el sarangui indi).
Alguns cordòfons de corda fregada o pinçada inclouen, damunt el mànec, un batedor (també anomenat diapasó), damunt el que els dits premen les cordes per variar l'afinació. Sol estar fet de banús o altres fustes com el palissandre i, en els instruments més antics -tiorbes, bandúrries, guitarres- pot tenir grans decoracions amb incrustacions de vori, os o carei. A la part que s'allunya més de la caixa de ressonància hi sol haver una celleta, que permet elevar les cordes i manté una distància entre elles. En alguns casos, en aquests mànecs podem trobar trasts: fixos, col·locat en canaletes prèviament buidades, o mòbils, fets amb cordes de budell. La forma del batedor pot ser plana (guitarra, llaüt) o corbada (família del violí).
El zoomorfisme i l'antropomorfisme implícit en el terme "mànec" s'emfasitza en alguns tipus d'instruments tallant, al final del mànec, la forma d'un cap humà o animal. Trobem notables exemples d'aquests a les arpes amb mànec d'ivori, del segle xix, dels pobles zandes i mangbetu d'Àfrica central.

Galeria d'exemples d'instruments amb mànec al Museu de la Música de Barcelona
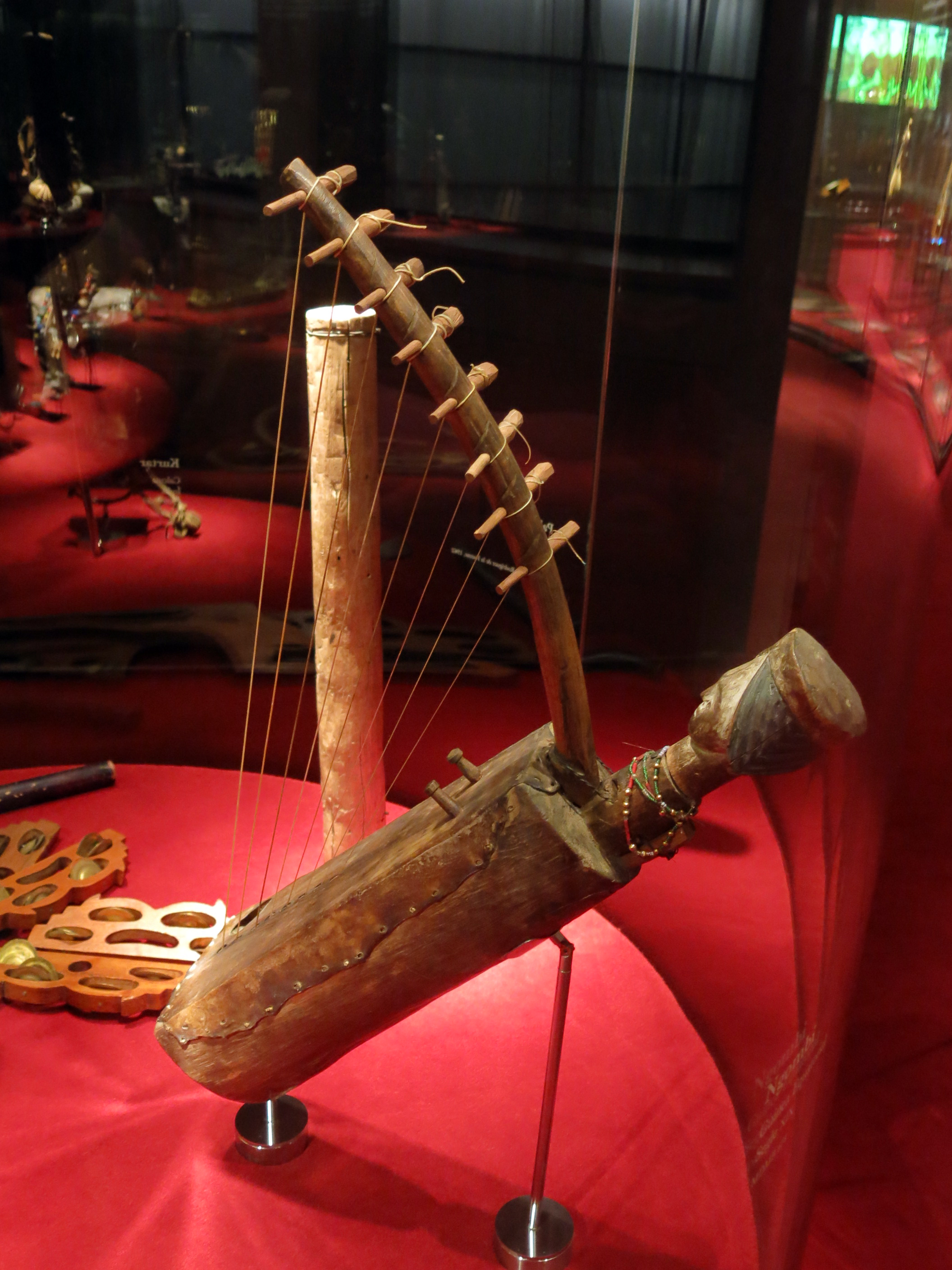
Ngombi, Guinea Equatorial
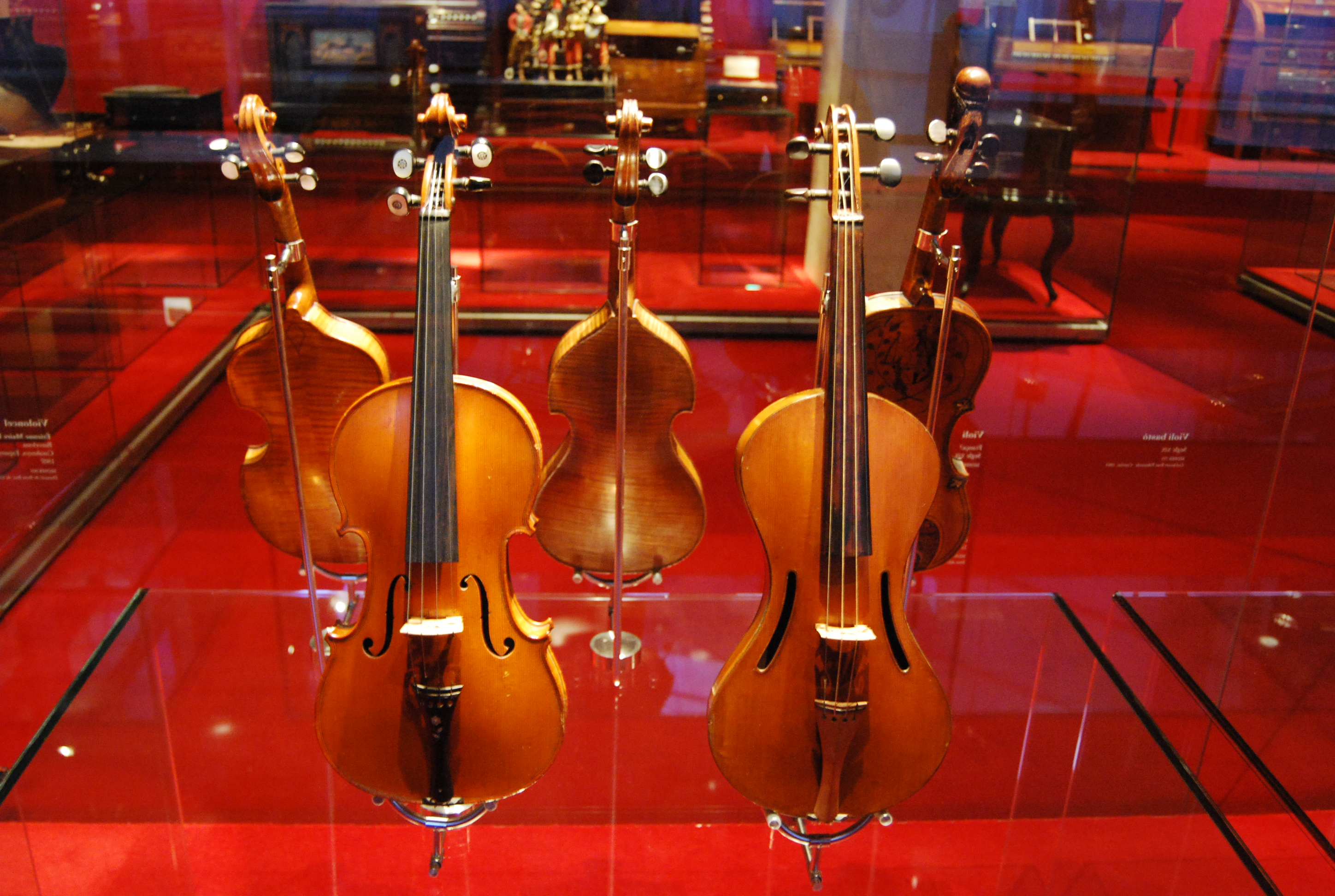
Violins
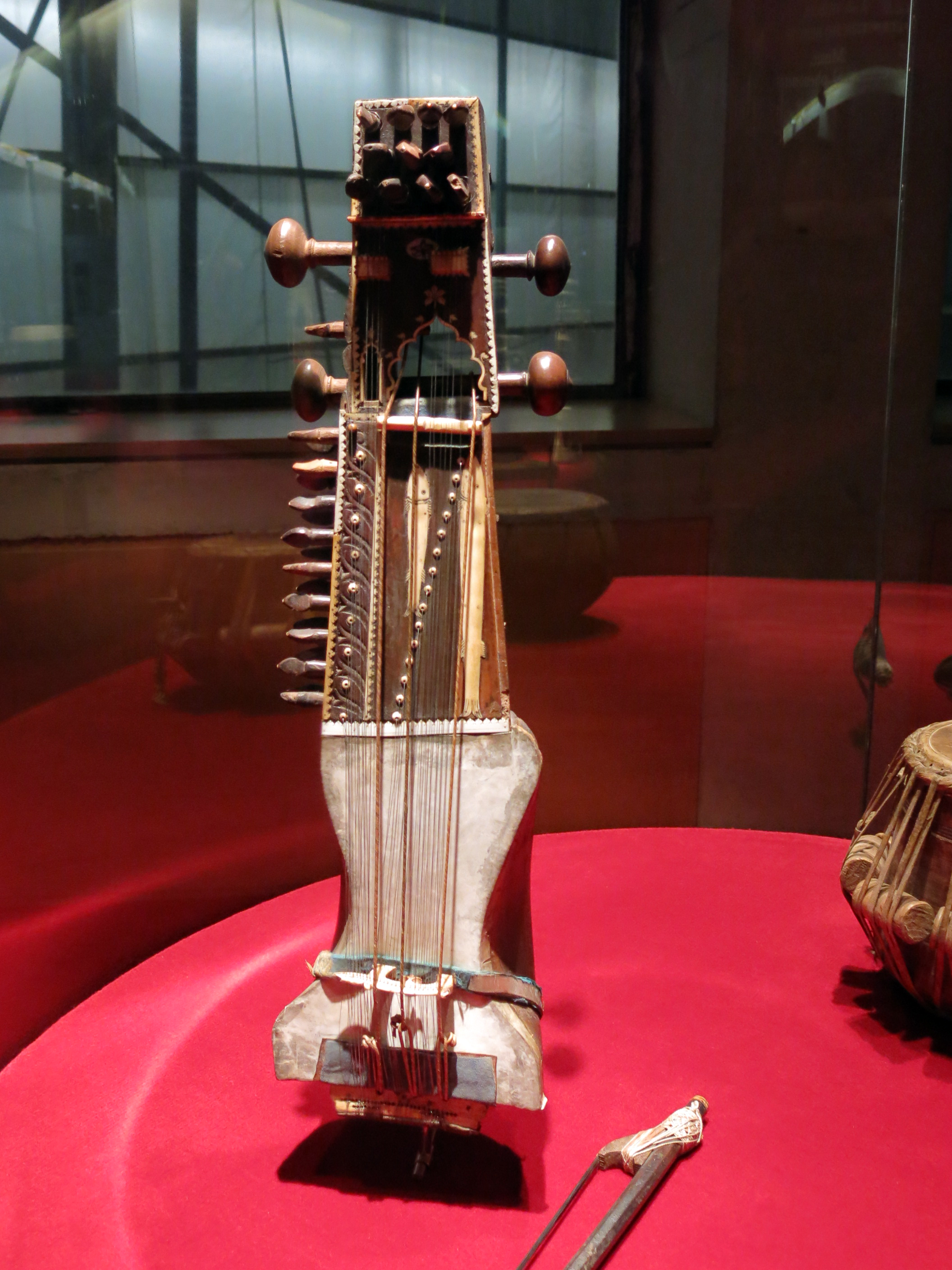
Sarangui, Calcuta
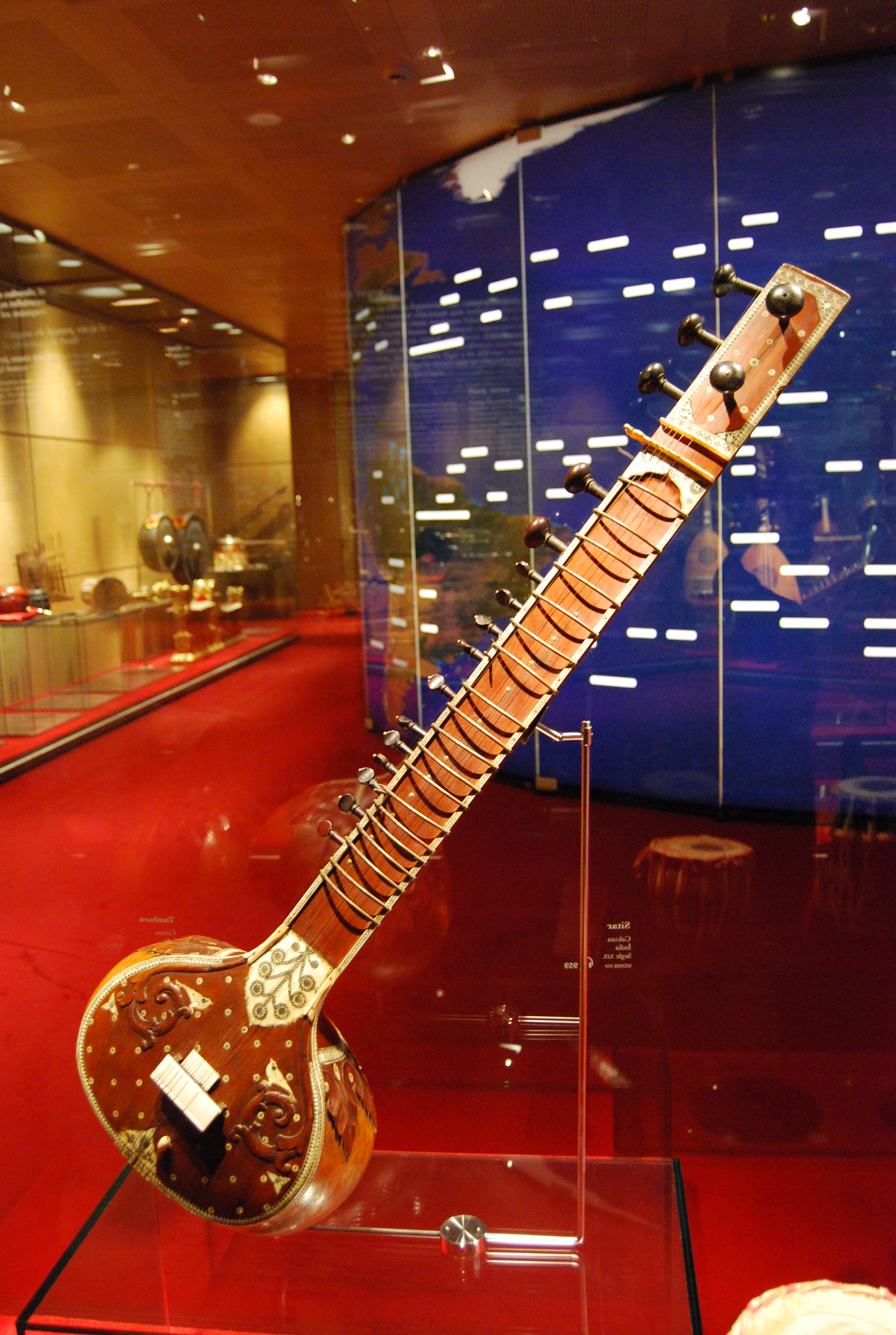
Sitar, Índia
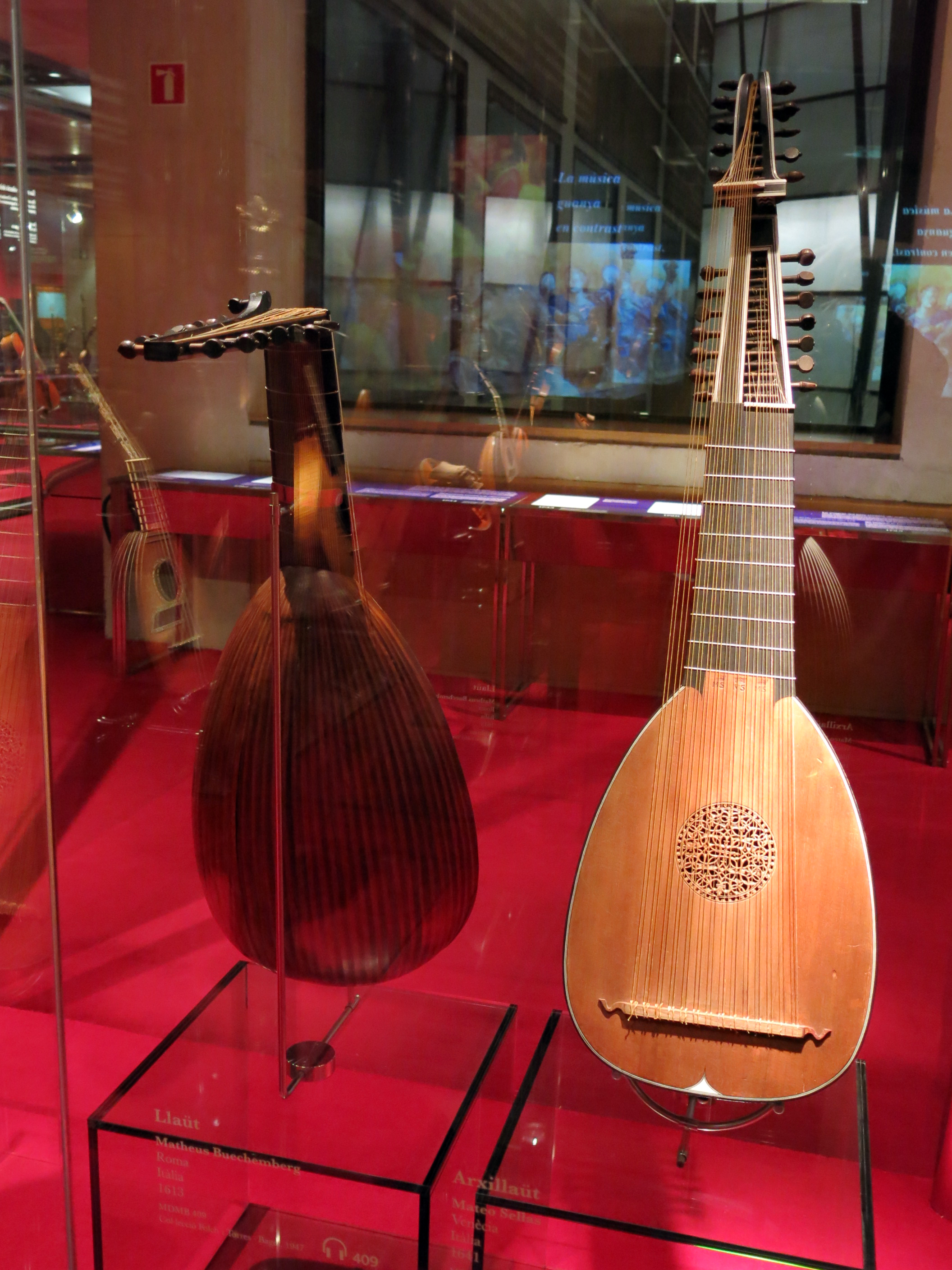
Llaüts